# روت (راین-لان)
روت (به آلمانی: Roth) یک شهر در آلمان است که در Verbandsgemeinde Katzenelnbogen واقع شده‌است.